# گیبزویل (ویسکانسین)
گیبزویل (به انگلیسی: Gibbsville) یک منطقهٔ مسکونی در ایالات متحده آمریکا است که در شهرستان شیبویگان، ویسکانسین واقع شده‌است. گیبزویل ۵۱۲ نفر جمعیت دارد و ۲۲۱٫۹ متر بالاتر از سطح دریا واقع شده‌است.